# Longnes (Sarthe)
Longnes is een gemeente in het Franse departement Sarthe (regio Pays de la Loire) en telt 261 inwoners (1999). De plaats maakt deel uit van het arrondissement La Flèche.

## Geografie
De oppervlakte van Longnes bedraagt 6,4 km², de bevolkingsdichtheid is 40,8 inwoners per km².

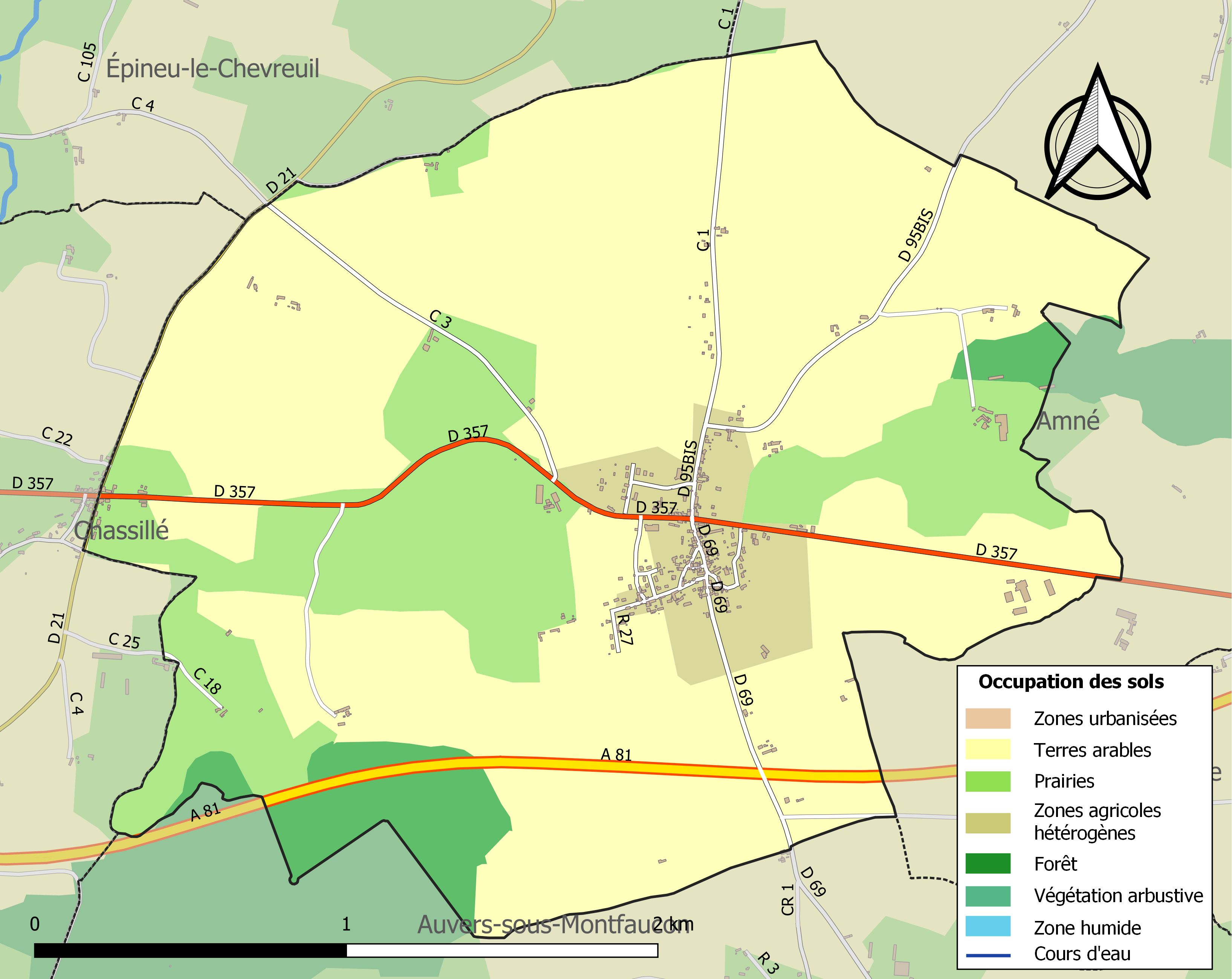
Kaart van de gemeente met de belangrijkste infrastructuur, bodemgebruik en omliggende gemeenten

## Demografie
Onderstaande figuur toont het verloop van het inwonertal (bron: INSEE-tellingen).
1. ↑  Populations de référence 2022.